# Myotendinöse Verbindung
Myotendinöse Verbindungen sind Spezialisierungen der Plasmamembran an den Verbindungen der Muskelfasern mit den Kollagenfasern der Ursprungs-, Ansatz- und Zwischensehnen.

## Aufbau und Eigenschaften
An den Verbindungsstellen zwischen Muskelfaser und Sehne ist die Oberfläche der Fasern durch zahlreiche tunnel- und rinnenförmige („fingerförmige“) Einfaltungen vergrößert. Die Flächenvergrößerung kann den Faktor 10 erreichen.
Auf extrazellulärer Seite folgt die Basallamina diesen Einfaltungen und schmiegt sich diesen an. Mit ihr sind Kollagenfibrillen verbunden, die ebenfalls bis in die Tiefe der Einfaltungen reichen. Auf der intrazellulären Seite befinden sich sog. „Anheftungsplaques“. Hierbei handelt es sich um ca. 20 nm dicke, elektronendichte Auflagerungen auf der Plasmamembran, in die die Actinfilamente einstrahlen.
Die Plasmamembran enthält in hoher dichte Rezeptoren (Integrine) für die extrazellulären Proteine. Intrazellulär sind die Integrine über die Proteine Talin, Vinculin und alpha-Actinin mit den Actinfilamenten der Myofibrillen verbunden.

## Kraftschluss
Durch diesen Aufbau ist der Kraftschluss vom Actinfilament durch die Plasmamembran auf die Kollagenfibrillen gewährleistet, ohne dabei hohe Kräfte auf die Plasmamembran auszuüben und ihre empfindlichere Struktur zu zerstören. Hierdurch ist eine sehr direkte Kraftübertragung der von den Actinfilamenten ausgehenden Kräfte auf die Sehnen gewährleistet.